# São Miguel do Rio Torto e Rossio ao Sul do Tejo
São Miguel do Rio Torto e Rossio ao Sul do Tejo (llamada oficialmente União das Freguesias de São Miguel do Rio Torto e Rossio ao Sul do Tejo) es una freguesia portuguesa del municipio de Abrantes, distrito de Santarém. Según el censo de 2021, tiene una población de 4104 habitantes.

## Historia
Fue creada el 28 de enero de 2013 en aplicación de una resolución de la Asamblea de la República de Portugal promulgada el 16 de enero de 2013 con la unión de las freguesias de São Miguel do Rio Torto y Rossio ao Sul do Tejo, estando situada su sede en la antigua freguesia de São Miguel do Rio Torto.

## Demografía
| Gráfica de evolución demográfica de São Miguel do Rio Torto e Rossio ao Sul do Tejo entre 2011 y 2021 |
| |
| Datos según el nomenclátor publicado por el INE portugués.                                            |